# Érope
Érope ou Aérope, na mitologia grega foi a segunda esposa de Atreu, e mãe de Agamemnon, Menelau e Anaxíbia.
Era filha de Catreu, rei de Creta e neta de Minos. Se casou primeiro com Plístene, e após a sua morte casou com Atreu, pai de Plístine. Em Micenas, Atreu tinha prometido a Ártemis que iria sacrificar o seu melhor cordeiro a ela.
Contudo, ao procurar no seu rebanho, encontrou um cordeiro dourado, que deu a Érope para o esconder. Érope tinha então um caso com Tiestes, irmão de Atreu, e lhe deu o cordeiro. Tiestes afirmou que quem tivesse o cordeiro dourado deverá ser rei de Micenas, e Atreu concordou. Tiestes apareceu com o cordeiro e reclamou o trono para si. Érope foi assassinada mais tarde, supostamente pelo seu marido Atreu, que mais tarde viria a se casar com Pelópia.